# Anomala detunei
Anomala detunei är en skalbaggsart som beskrevs av Limbourg 2002. Anomala detunei ingår i släktet Anomala och familjen Rutelidae. Inga underarter finns listade i Catalogue of Life.